# Morti nel 2013/Agosto
| Questa pagina contiene informazioni ricavate automaticamente dalle voci biografiche con l'ausilio del template Bio e di un bot. L'aggiornamento è periodico e automatico e ricostruisce completamente la pagina. Se manca una persona in questa lista, sei pregato di non aggiungerla, ma accertati piuttosto che la sua voce biografica contenga il template Bio e che i dati anagrafici siano correttamente compilati. Se il template Bio manca, inseriscilo tu stesso o, in alternativa, metti l'avviso {{tmp\|Bio}} che ne segnala la mancanza. Se i dati riportati sono sbagliati, correggi direttamente la voce biografica; le modifiche saranno visibili in questa lista entro pochi giorni. Per chiarimenti vedi il progetto biografie. La lista contiene solo le 146 persone che sono citate nell'enciclopedia e per le quali è stato implementato correttamente il template Bio. Pagina aggiornata al 26 lug 2025. |

- 1º agosto - Pierre Badel, regista francese (n. 1928)
- 1º agosto - Dick Kazmaier, giocatore di football americano statunitense (n. 1930)
- 1º agosto - Gail Kobe, attrice e produttrice televisiva statunitense (n. 1929)
- 1º agosto - Ritham Madubun, calciatore indonesiano (n. 1971)
- 1º agosto - Jim McGregor, allenatore di pallacanestro statunitense (n. 1921)
- 2 agosto - Patricia Anthony, scrittrice statunitense (n. 1947)
- 2 agosto - Kurt Ehrmann, calciatore tedesco (n. 1922)
- 2 agosto - George Hauptfuhrer, cestista statunitense (n. 1926)
- 2 agosto - Alla Kušnir, scacchista israeliana (n. 1941)
- 3 agosto - Annibale De Faveri, ciclista su strada italiano (n. 1951)
- 4 agosto - Wilf Carter, calciatore inglese (n. 1933)
- 4 agosto - Art Donovan, giocatore di football americano statunitense (n. 1924)
- 4 agosto - Bill Hoskyns, schermidore britannico (n. 1931)
- 4 agosto - Renato Ruggiero, diplomatico e politico italiano (n. 1930)
- 4 agosto - Sandy Woodward, ammiraglio britannico (n. 1932)
- 5 agosto - Osman Ali Atto, politico somalo (n. 1940)
- 5 agosto - Ruth Asawa, scultrice statunitense (n. 1926)
- 5 agosto - George Duke, pianista, tastierista e compositore statunitense (n. 1946)
- 5 agosto - Bruno Gennaro, hockeista su prato e allenatore di hockey su prato italiano (n. 1918)
- 5 agosto - Robert Häusser, fotografo tedesco (n. 1924)
- 5 agosto - Roy Rubin, cestista e allenatore di pallacanestro statunitense (n. 1925)
- 5 agosto - Vladas Zajančkauskas, militare lituano (n. 1915)
- 6 agosto - Dino Ballacci, calciatore e allenatore di calcio italiano (n. 1924)
- 6 agosto - Marco Bucci, discobolo italiano (n. 1960)
- 6 agosto - Umberto Carpi, politico, storico della letteratura e italianista italiano (n. 1941)
- 6 agosto - Oublesse Conti, politico italiano (n. 1925)
- 6 agosto - Giuliano Persico, attore e doppiatore italiano (n. 1935)
- 6 agosto - David Wagstaffe, calciatore inglese (n. 1943)
- 6 agosto - Selçuk Yula, calciatore turco (n. 1959)
- 8 agosto - Johannes Willem Maria Bluijssen, vescovo cattolico olandese (n. 1926)
- 8 agosto - Jack Clement, cantante e produttore discografico statunitense (n. 1931)
- 8 agosto - Igor' Kurnosov, scacchista russo (n. 1985)
- 8 agosto - Jimmy McColl, calciatore scozzese (n. 1924)
- 8 agosto - Barbara Mertz, scrittrice statunitense (n. 1927)
- 8 agosto - Regina Resnik, mezzosoprano e soprano statunitense (n. 1922)
- 8 agosto - Piero Sensi, chimico italiano (n. 1920)
- 8 agosto - Karen Black, attrice statunitense (n. 1939)
- 9 agosto - Romano Corsini, fantino italiano (n. 1929)
- 9 agosto - Vladimir Vikulov, hockeista su ghiaccio sovietico (n. 1946)
- 10 agosto - Eyvind Clausen, calciatore danese (n. 1939)
- 10 agosto - László Csatáry, ungherese (n. 1915)
- 10 agosto - Eydie Gormé, cantante statunitense (n. 1928)
- 10 agosto - Haji, attrice canadese (n. 1946)
- 10 agosto - Kim Jae-ung, allenatore di pallacanestro sudcoreano
- 11 agosto - Nello Ajello, giornalista e saggista italiano (n. 1930)
- 11 agosto - Raymond Delisle, ciclista su strada francese (n. 1943)
- 11 agosto - Antonio Fantini, politico italiano (n. 1936)
- 11 agosto - Domenico Raffaello Lombardi, avvocato e politico italiano (n. 1928)
- 11 agosto - Lamberto Puggelli, attore e regista teatrale italiano (n. 1938)
- 11 agosto - Giovanni Rocca, velocista italiano (n. 1929)
- 11 agosto - Judit Temes, nuotatrice ungherese (n. 1930)
- 12 agosto - Hans-Ekkehard Bob, aviatore tedesco (n. 1917)
- 12 agosto - Emilio Gabba, storico italiano (n. 1927)
- 12 agosto - Friso di Orange-Nassau, conte olandese (n. 1968)
- 13 agosto - Anatolij Albul, lottatore sovietico (n. 1936)
- 13 agosto - Lothar Bisky, politico tedesco (n. 1941)
- 13 agosto - Tompall Glaser, cantante statunitense (n. 1933)
- 13 agosto - Alfonso Lara, calciatore cileno (n. 1946)
- 13 agosto - Paolo Marconi, architetto, storico dell'arte e restauratore italiano (n. 1933)
- 13 agosto - Walter Santagata, economista italiano (n. 1945)
- 13 agosto - Jean Vincent, allenatore di calcio e calciatore francese (n. 1930)
- 14 agosto - Gia Allemand, modella e attrice statunitense (n. 1983)
- 14 agosto - Jack Garfinkel, cestista statunitense (n. 1918)
- 14 agosto - Allen Lanier, chitarrista, cantante e polistrumentista statunitense (n. 1946)
- 14 agosto - Luciano Martino, produttore cinematografico, regista e sceneggiatore italiano (n. 1933)
- 15 agosto - Lisa Robin Kelly, attrice statunitense (n. 1970)
- 15 agosto - Rosalía Mera, imprenditrice spagnola (n. 1944)
- 15 agosto - Sławomir Mrożek, drammaturgo e scrittore polacco (n. 1930)
- 15 agosto - August Schellenberg, attore canadese (n. 1936)
- 15 agosto - Marich Man Singh Shrestha, politico nepalese (n. 1942)
- 15 agosto - Jacques Vergès, avvocato e attivista francese (n. 1925)
- 16 agosto - Romano Collovati, calciatore italiano (n. 1937)
- 16 agosto - Abdelrahman El-Trabely, lottatore egiziano (n. 1989)
- 16 agosto - Francesco Scaratti, allenatore di calcio e calciatore italiano (n. 1939)
- 16 agosto - Pietro Sponziello, avvocato e politico italiano (n. 1912)
- 17 agosto - Stephen Antonakos, scultore greco (n. 1926)
- 17 agosto - Ottorino Beltrami, militare e dirigente d'azienda italiano (n. 1917)
- 17 agosto - Devin Gray, cestista statunitense (n. 1972)
- 17 agosto - John Hollander, poeta statunitense (n. 1929)
- 17 agosto - Joseph Hoàng Văn Tiệm, vescovo cattolico vietnamita (n. 1936)
- 17 agosto - Karl-Heinz Kalbfell, dirigente d'azienda tedesco (n. 1949)
- 17 agosto - David Landes, storico statunitense (n. 1924)
- 17 agosto - Justo Morán, cestista ecuadoriano (n. 1924)
- 17 agosto - Thomas Nguyễn Văn Tân, vescovo cattolico vietnamita (n. 1940)
- 17 agosto - Bruno Tognaccini, ciclista su strada italiano (n. 1932)
- 18 agosto - Florin Cioabă, politico e pastore protestante rumeno (n. 1954)
- 18 agosto - Reha Eken, calciatore, allenatore di calcio e dirigente sportivo turco (n. 1925)
- 18 agosto - Romano Frigieri, calciatore italiano (n. 1936)
- 18 agosto - Dezső Gyarmati, pallanuotista ungherese (n. 1927)
- 18 agosto - Albert Murray, scrittore e biografo statunitense (n. 1916)
- 18 agosto - Rolv Wesenlund, attore, cantante e musicista norvegese (n. 1936)
- 19 agosto - Orlando Dipiazza, compositore e direttore di coro italiano (n. 1929)
- 19 agosto - Abdul Rahim Hatif, politico afghano (n. 1926)
- 19 agosto - Mirko Kovač, scrittore e drammaturgo jugoslavo (n. 1938)
- 19 agosto - Stephenie McMillan, scenografa britannica (n. 1942)
- 19 agosto - Cedar Walton, pianista e compositore statunitense (n. 1934)
- 19 agosto - Lee Thompson Young, attore statunitense (n. 1984)
- 19 agosto - Musa'id bin Abd al-Aziz Al Sa'ud, principe saudita (n. 1923)
- 20 agosto - Elmore Leonard, scrittore, sceneggiatore e produttore cinematografico statunitense (n. 1925)
- 20 agosto - Marian McPartland, pianista e compositrice britannica (n. 1918)
- 20 agosto - Erik Neutsch, scrittore tedesco (n. 1931)
- 20 agosto - Ted Post, regista e insegnante statunitense (n. 1918)
- 20 agosto - Vincenzo Rigamonti, allenatore di calcio e calciatore italiano (n. 1930)
- 20 agosto - Paolo Rosa, artista e regista italiano (n. 1949)
- 20 agosto - Costică Ștefănescu, allenatore di calcio e calciatore romeno (n. 1951)
- 21 agosto - Wellington Burtnett, hockeista su ghiaccio statunitense (n. 1930)
- 21 agosto - Alberto Callejo, calciatore spagnolo (n. 1932)
- 21 agosto - Gordon Fullerton, astronauta, ingegnere e militare statunitense (n. 1936)
- 21 agosto - Olav Hagen, fondista norvegese (n. 1921)
- 21 agosto - Fred Martin, calciatore scozzese (n. 1929)
- 21 agosto - Mario Volpe, artista colombiano (n. 1936)
- 22 agosto - Pál Borbély, cestista ungherese (n. 1928)
- 22 agosto - Keiko Fuji, cantante e attrice giapponese (n. 1951)
- 22 agosto - Petr Kment, lottatore cecoslovacco (n. 1942)
- 22 agosto - Giovanna Marturano, partigiana e antifascista italiana (n. 1912)
- 22 agosto - Jana Mason, cantante e attrice statunitense (n. 1929)
- 22 agosto - Jetty Paerl, cantante olandese (n. 1921)
- 23 agosto - Vadim Jusov, direttore della fotografia russo (n. 1929)
- 23 agosto - Giangiacomo Lattanzi, politico e avvocato italiano (n. 1925)
- 23 agosto - Dean Meminger, cestista e allenatore di pallacanestro statunitense (n. 1948)
- 23 agosto - Gilbert Taylor, direttore della fotografia e fotografo britannico (n. 1914)
- 23 agosto - Arnaldo Verri, giornalista italiano (n. 1925)
- 24 agosto - Nílton de Sordi, allenatore di calcio e calciatore brasiliano (n. 1931)
- 24 agosto - Julie Harris, attrice statunitense (n. 1925)
- 24 agosto - Pietro Pastorelli, storico italiano (n. 1932)
- 24 agosto - Filippo Strofaldi, vescovo cattolico italiano (n. 1940)
- 25 agosto - Enrico Chiavacci, presbitero e teologo italiano (n. 1926)
- 25 agosto - Domenico Crusco, vescovo cattolico italiano (n. 1934)
- 25 agosto - Gylmar dos Santos Neves, calciatore brasiliano (n. 1930)
- 25 agosto - Karl-Wilhelm Welwei, storico tedesco (n. 1930)
- 26 agosto - Luigi Lucchini, imprenditore italiano (n. 1919)
- 26 agosto - Alicja Miguła, cestista polacca (n. 1933)
- 26 agosto - Gerard Murphy, attore irlandese (n. 1948)
- 27 agosto - Zelmo Beaty, cestista e allenatore di pallacanestro statunitense (n. 1939)
- 27 agosto - Anatolij Onoprijenko, serial killer ucraino (n. 1959)
- 28 agosto - László Gyetvai, calciatore ungherese (n. 1918)
- 28 agosto - Melchior Thalmann, ginnasta svizzero (n. 1924)
- 29 agosto - Medardo Joseph Mazombwe, cardinale e arcivescovo cattolico zambiano (n. 1931)
- 29 agosto - Cliff Morgan, rugbista a 15, conduttore televisivo e giornalista britannico (n. 1930)
- 29 agosto - Bruce C. Murray, geologo statunitense (n. 1931)
- 30 agosto - Raymond Cosby, calciatore maltese (n. 1931)
- 30 agosto - Seamus Heaney, poeta nordirlandese (n. 1939)
- 30 agosto - Lotfi Mansouri, direttore artistico e regista teatrale iraniano (n. 1929)
- 30 agosto - Klaus von See, storico tedesco (n. 1927)
- 31 agosto - William John Brennan, vescovo cattolico australiano (n. 1938)
- 31 agosto - David Frost, conduttore televisivo, produttore televisivo e scrittore britannico (n. 1939)